# Gianfranco Platto
Gianfranco Platto (Castelcovati, 25 giugno 1950) è un ex calciatore italiano, di ruolo difensore o centrocampista.

## Catatteristiche tecniche
Era un Jolly difensivo in grado di ricoprire più ruoli della linea arretrata, dal terzino o libero, ma anche quello più avanzato di mediano.

## Carriera

### Giocatore
Cresciuto nel vivaio dell'Atalanta, ha le prime esperienze da professionista con la Cremonese, nelle cui file raggiunge la promozione in Serie C al termine della stagione 1970-1971. Nell'estate 1972 sale ancora di categoria grazie al passaggio al Mantova, disputando 26 incontri di una stagione sfortunata che vede i virgiliani retrocedere per la seconda volta consecutiva.
Platto resta comunque in Serie B passando alla Ternana, con cui conquista immediatamente la promozione in massima serie. In maglia rossoverde debutta in A il 6 ottobre 1974, nella sconfitta esterna 2-0 contro la Fiorentina, e disputa poi da titolare, con 24 presenze complessive, il campionato 1974-1975, vincendo spesso la concorrenza del più blasonato Dario Dolci. Rimane in Umbria per altri due campionati cadetti, conclusi dai rossoverdi nella parte bassa della classifica. Prosegue quindi la carriera in terza serie.
Ha totalizzato complessivamente 24 presenze in Serie A e 116 in Serie B.

### Dopo il ritiro
Dalla stagione sportiva 2018-2019 è il responsabile del settore giovanile del F.C.D. Chiari, militante nel campionato lombardo di Prima Categoria.

## Palmarès
- Campionato italiano Serie D: 1

Cremonese: 1970-1971 (girone B)